# Die Gräfin Heyers
Die Gräfin Heyers ist ein deutsches Stummfilm-Melodram aus dem Jahre 1916 von William Wauer mit Margarete Weiser in der Titelrolle und Fritz Achterberg und Hermann Thimig in den männlichen Hauptrollen.

## Handlung
Auf dem Schloss der alten Gräfin Heyers laufen die Vorbereitungen auf Hochtouren, denn am morgigen Tag soll Comtesse Edith, die Tochter der Hausherrin, vermählt werden. Der Sohn des hiesigen Gerichtspräsidenten von Karsten, Robert, wird Ediths Gatte werden. Als der Polterabend beginnt, wird Gräfin Heyers’ Sohn, Graf Erwin Heyers, der jüngst zum Chef der Kriminalpolizei berufen wurde, zu einem dienstlichen Einsatz fortgerufen. Ein Mann ist von einem Fahrzeug überfahren worden und kam dabei ums Leben. Der Leichnam wird zu einer naheliegenden Schenke gebracht. Hier beginnt man mit den kriminaltechnischen Untersuchungen. Rasch wird klar, dass der Tote absichtlich überrollt wurde, es sich mithin um einen Mordfall handelt. In den Taschen des Toten findet man unter anderem eine Visitenkarte mit dem Namenszug Graf Ernst Heyers. Um den Schrecken perfekt zu machen, entdeckt Graf Erwin Heyers an dem mutmaßlich Tatort am Waldrand ein Medaillon, dass er eindeutig als eines aus dem Besitz seiner Mutter identifiziert. Es stellt sich heraus, dass der Tote Ernst offensichtlich sein Vater gewesen sein muss, von dessen Existenz die Gräfin Heyers ihm nie berichtet hatte. Graf Erwin beschleicht der furchtbare Verdacht, dass seine Mutter etwas mit dem gewaltsamen Tod seines Vaters zu tun haben muss.
Und so begibt er sich zu Gräfin Heyers, die soeben vom Polterabend heimgekehrt ist, um sie nach dem Vater zu befragen. Gräfin Heyers verweigert ihrem Sohn eine Auskunft, erschrickt sich aber sehr, als ihr Sohn ihr das gefundene Medaillon präsentiert. Auch die Befragung des gräflichen Dieners und Kutschers Anton, der seit drei Jahrzehnten in treuen Diensten seiner Herrin steht, bringt keine Neuigkeiten, denn der loyale Angestellte schweigt ebenfalls beharrlich. Graf Erwin, der sich nun sicher glaubt, dass seine Mutter seinen Vater umgebracht hat, nimmt sich daraufhin mit Gift das Leben. Am Morgen des nächsten Tages, als Edith heiraten will, findet Diener Anton den toten Grafen über dem Schreibtisch liegend. Nach dem ersten Schock hat Gräfin Heyers jetzt nur noch das Glück ihres einzigen, verbliebenen Kindes, Edith, im Kopf und ordnet an, dass alle Selbstmordspuren verwischt werden sollen und der Tod des geliebten Sohnes erst nach der Trauung publik gemacht wird. Ein herbeigerufener Arzt gibt in seinem Obduktionsbericht an, dass Graf Erwin einem Herzschlag erlegen sei. Unter Aufbietung all ihrer verbliebenen Kräfte macht die alte Gräfin gute Miene zum bösen Spiel und begibt sich zu der Hochzeitsgesellschaft, um in der Kirche der Vermählung Ediths beizuwohnen.
Inzwischen sind zwei Polizeibeamte auf der Suche nach ihrem Chef und im Rahmen der Spurensuche im Mordfall Ernst Heyers im gräflichen Schloss angekommen und finden zu ihrem Entsetzen Graf Erwin tot vor. Die Polizisten gehen ihrer Arbeit nach und untersuchen deshalb auch das Arbeitszimmer Gräfin Heyers’. In ihrem Schreibtisch wird ein Dokument gefunden, in dem sich Graf Ernst gegenüber seiner Gattin verpflichtete, auf Nimmerwiedersehen nach Amerika auszuwandern. Für dieses Versprechen wurden ihm einst 3000 Mark ausbezahlt. Auch haben die Untersuchungen ergeben, dass die Reifenspuren der gräflichen Pferdekutsche mit denen übereinstimmen, die man auf dem Leichnam des Grafen Ernst festgestellt hat. Nun kommt man nicht mehr umhin, die Gräfin, ehe sie die Kirche betreten kann, zu verhaften und sie des Mordes anzuklagen.
Im nachfolgenden Prozess sieht es zunächst nicht sonderlich gut für die alte Adelige aus. Doch mit dem Auftritt einer Frau, die alle nur die „rote Lene“ nennen, nimmt das Gerichtsverfahren eine 180-Grad-Wende. Sie sagt, sie heiße Lene Schaffrath und sei die Tochter des gräflichen Dieners Anton. Einst, so sagt sie aus, sei sie das Kindermädchen im gräflichen Haushalt gewesen. Die Hausherrin sei sehr streng gewesen, der alte Graf jedoch lebenslustig und sehr offen. Beide kamen im Rahmen der Umstände einander näher, und als Gräfin Heyers dies herausbekam, habe sie nicht nur sie, Lene, sondern auch ihren Gatten kurzerhand aus dem Schloss geworfen. Doch in Amerika, wohin sie fortgehen mussten, konnten sie ihr Glück nicht machen, und so kehrten Graf Ernst und Lene eines Tages wieder nach Deutschland zurück, um Gräfin Heyers um mehr Geld zu bitten. Tatsächlich zeigte sich die Alte dazu bereit. Am Mordabend erschien Gräfin Heyers im Beisein Diener Antons, der den Grafen auf Anweisung seiner Herrin hin packte und ihn unter den heranrollen Wagen warf. Lenes Aussage führt zur Verurteilung Gräfin Heyers und Antons wegen Totschlags.
Als das Urteil gefällt ist, stürzt Lene überraschenderweise hervor und bezichtigt sich selbst der Lüge. Sie habe nur deshalb so ausgesagt, um sich an Gräfin Heyers für ihre schäbige Behandlung von einst zu rächen. Dann erzählt das frühere Kindermädchen den wahren Verlauf der Tatnacht: Man hatte sich auf der Straße am Waldrand getroffen, der alte Graf sturzbetrunken. In diesem Zustand habe er seine Gattin umarmen und küssen wollen, was diese verwehrte. Gräfin Heyers stieß Ernst zurück, und der fiel zu Boden, während der Kutschwagen ihn überrollte. Da die Pferde auf einmal scheuten, als Lene auf sie zu rannte, überfuhr das Fuhrwerk das Opfer zum zweiten Mal. Das Urteil muss nun revidiert werden, und das Gericht zieht sich zur Beratung zurück. Diesmal wird die Angeklagte freigesprochen.

## Produktionsnotizen
Die Gräfin Heyers entstand im November 1916, passierte im Dezember desselben Jahres die Filmzensur und wurde am 30. Dezember 1916 uraufgeführt. In Österreich-Ungarn lief der Vierakter am 9. Mai 1917 an.

## Kritik
Die Kinematographische Rundschau urteilte: „In diesem vieraktigen Drama gelangt eine interessante kriminalistische Handlung infolge der guten Darstellung und einer entsprechenden szenischen Durchführung zu voller Wirkung.“